# Frankenia sessilis
Frankenia sessilis är en frankeniaväxtart som beskrevs av Victor Samuel Summerhayes. Frankenia sessilis ingår i släktet frankenior, och familjen frankeniaväxter.

## Underarter
Arten delas in i följande underarter:
- F. s. major
- F. s. sessilis